# Fildu de Mijloc, Sălaj
Fildu de Mijloc este un sat în comuna Fildu de Jos din județul Sălaj, Transilvania, România.

## Istorie
Prima atestare documentară a localității provine din anul 1415, când satul apare sub numele de poss. Közepfyld.
Conform recensământului populației României din anul 2002, localitatea avea la acea dată 456 locuitori, 218 de sex masculin și 238 de sex feminin.

## Imagini

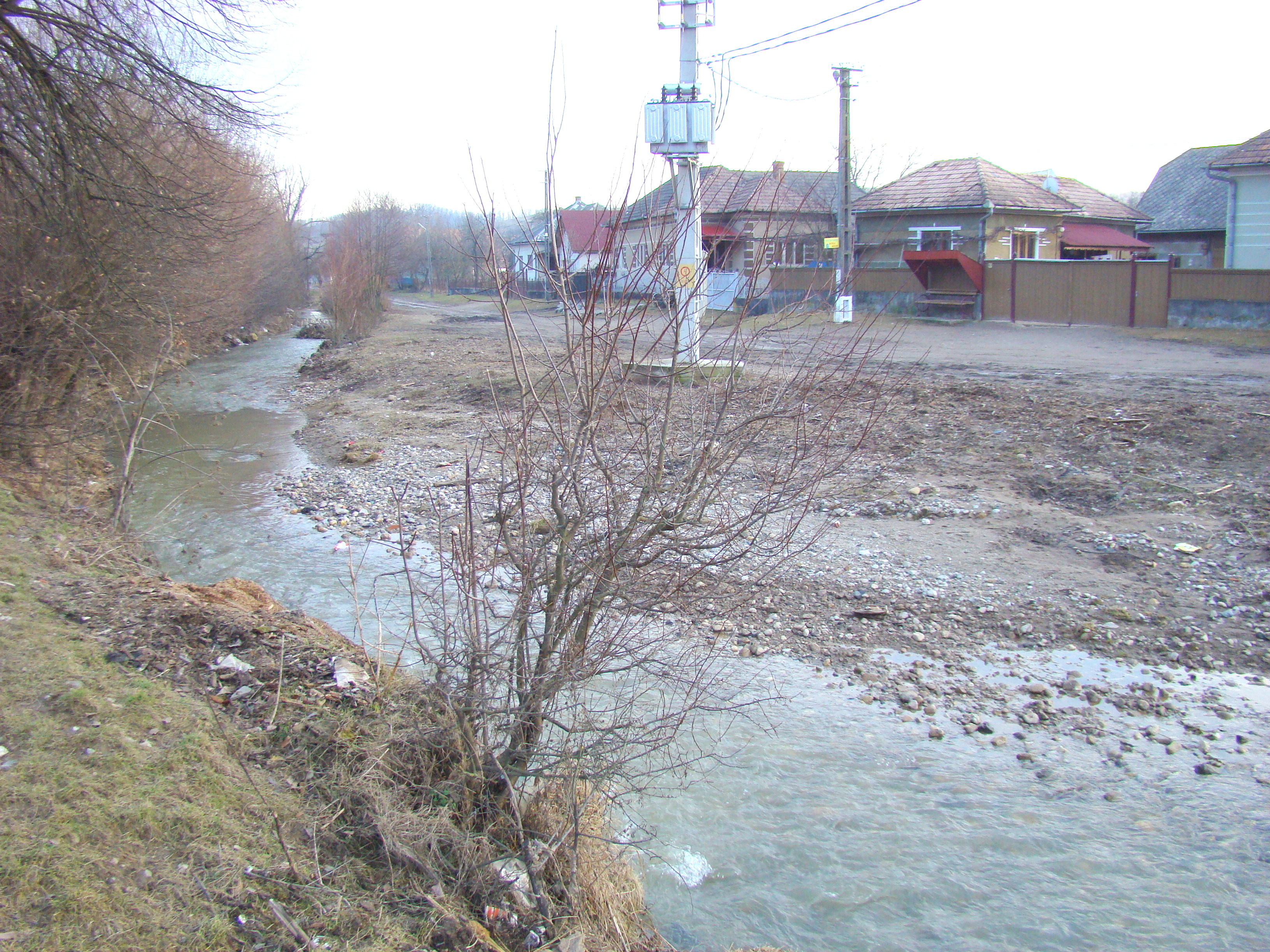
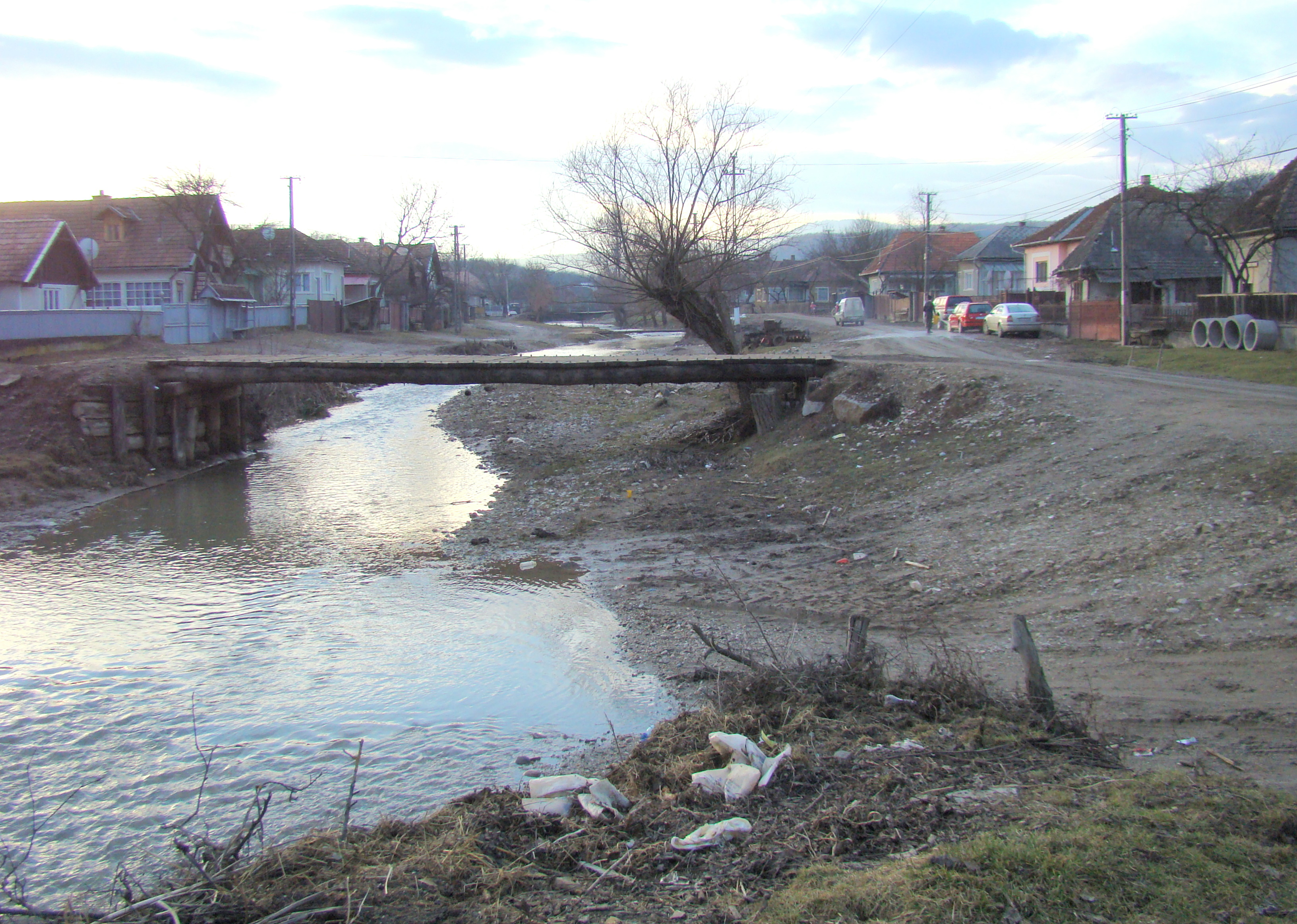
Râul Almaș
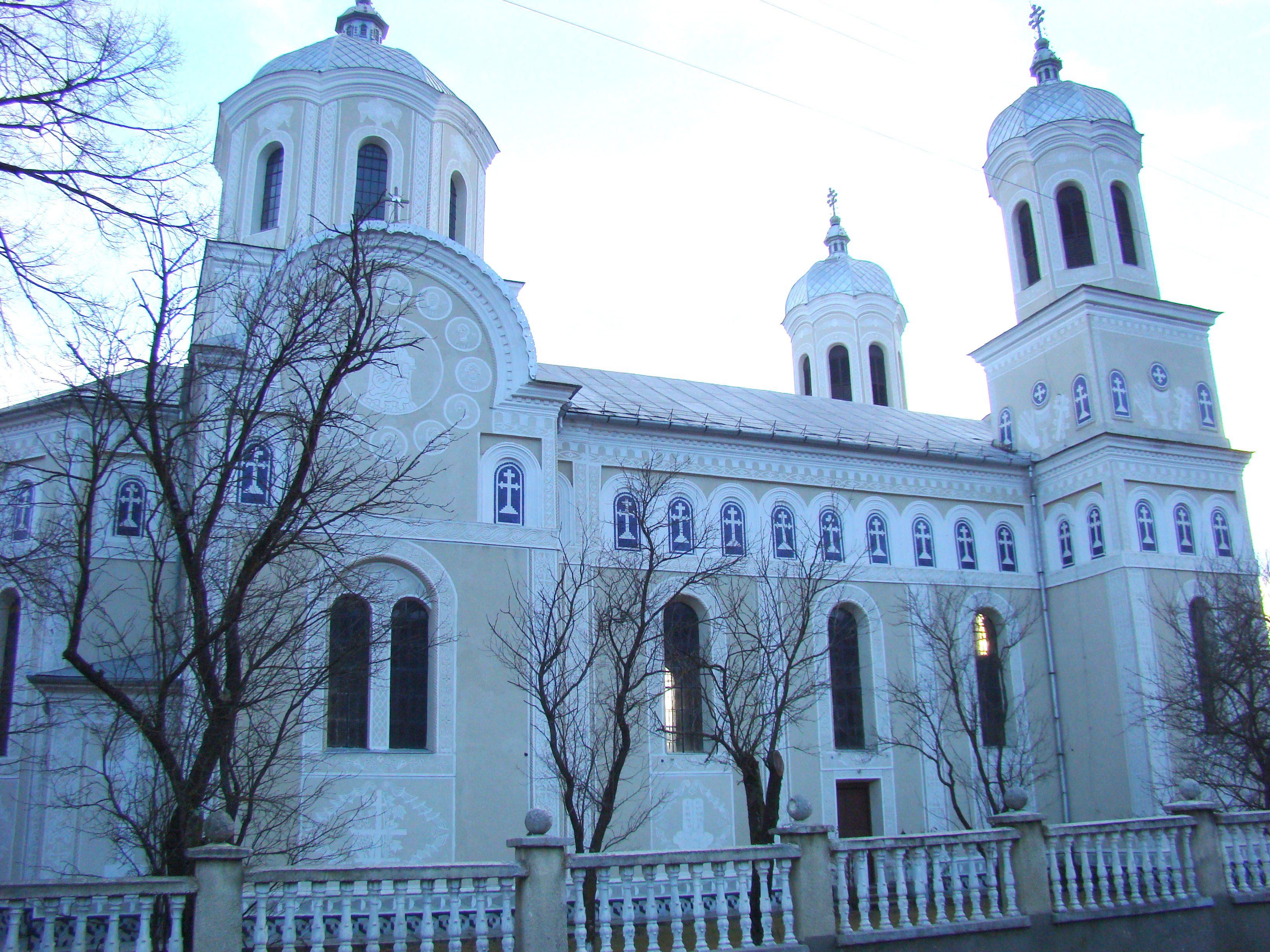
Biserica ortodoxă
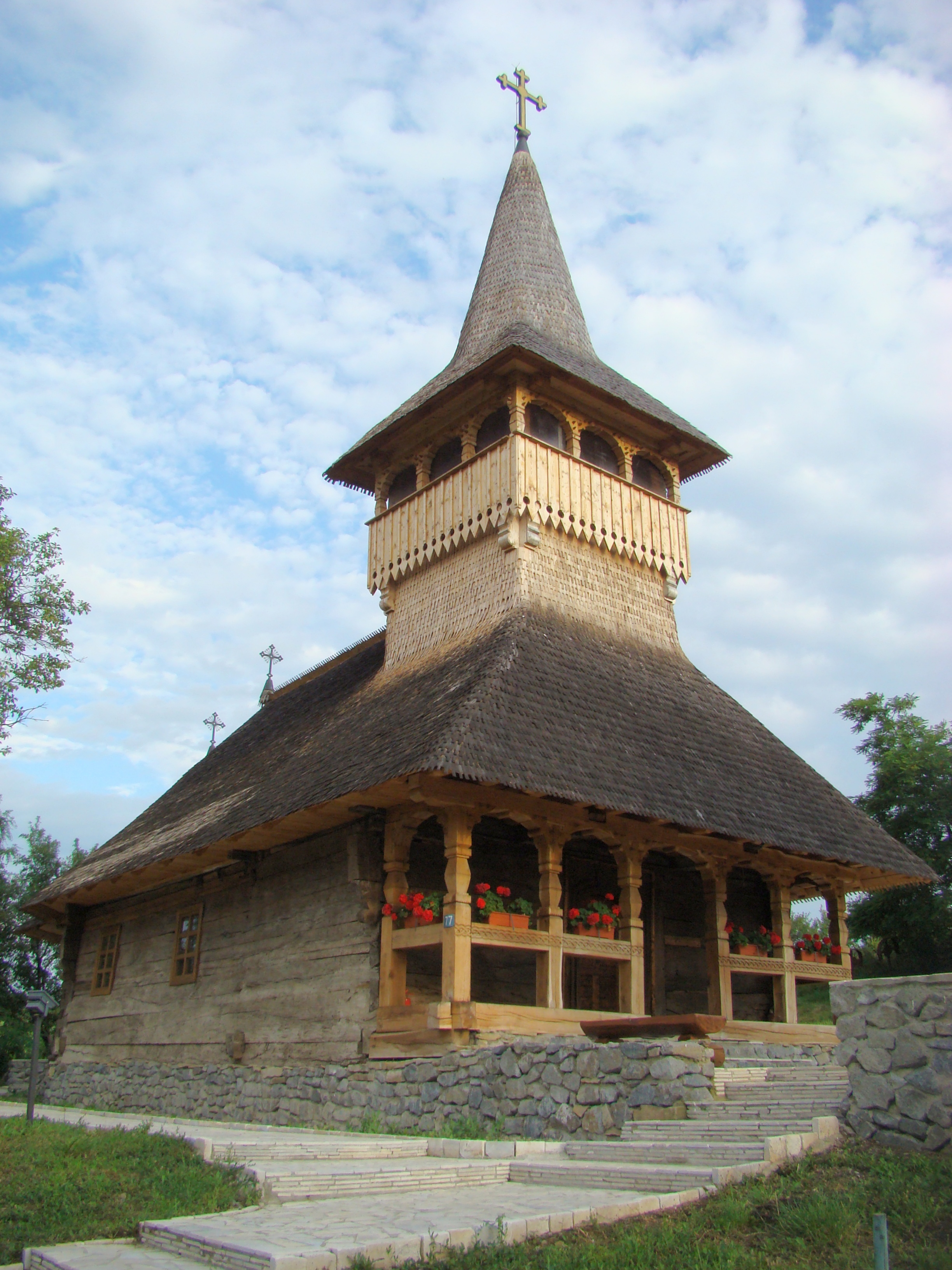
Biserica de lemn, mutată în localitatea Câmpenești